# Microrégion de Lajeado-Estrela
La microrégion de Lajeado-Estrela est une des microrégions du Rio Grande do Sul appartenant à la mésorégion du Centre-Est du Rio Grande do Sul. Elle est formée par l'association de trente et une municipalités. Elle recouvre une aire de 4 040,170 km2 pour une population de 297 270 habitants (IBGE - 2005). Sa densité est de 73,6 hab./km2. Son IDH est de 0,787 (PNUD/2000).

## Municipalités[1]
- Arroio do Meio
- Bom Retiro do Sul
- Boqueirão do Leão
- Canudos do Vale
- Capitão
- Colinas
- Coqueiro Baixo
- Cruzeiro do Sul
- Doutor Ricardo
- Encantado
- Estrela
- Fazenda Vilanova
- Forquetinha
- Imigrante
- Lajeado
- Marques de Souza
- Muçum
- Nova Bréscia
- Paverama
- Pouso Novo
- Progresso
- Relvado
- Roca Sales
- Santa Clara do Sul
- Sério
- Tabaí
- Taquari
- Teutônia
- Travesseiro
- Vespasiano Correa
- Westfália

## Microrégions limitrophes
- Santa Cruz do Sul
- Soledade
- Guaporé
- Caxias do Sul
- Montenegro
- São Jerônimo